# Бондарчук, Сергей Фёдорович
Серге́й Фёдорович Бондарчу́к (25 сентября 1920, Белозёрка, Херсонский уезд, Херсонская губерния, Украинская ССР — 20 октября 1994, Москва, Россия) — советский и российский актёр театра, кино, озвучивания и дубляжа, кинорежиссёр, сценарист, педагог. Герой Социалистического Труда (1980), народный артист СССР (1952), лауреат Сталинской премии (1952), Ленинской премии (1960), Государственной премии РСФСР имени братьев Васильевых (1977), Государственной премии СССР (1984) и Государственной премии Украинской ССР имени Т. Г. Шевченко (1982). В 1969 году стал обладателем кинопремии «Оскар» за фильм «Война и мир». Участник Великой Отечественной войны.

## Биография

### Ранние годы
Сергей Бондарчук родился в селе Белозёрка 25 сентября 1920 года в семье крестьян Фёдора Петровича Бондарчука (некоторое время был председателем колхоза) и Татьяны Васильевны Бондарчук (в девичестве Токаренко). Дедом по отцу был болгарин Пётр Константинович Бондарчук, бабушкой — сербка Матрёна Фёдоровна Сирвуля. На момент родов отец проходил службу в РККА, мать, будучи глубоко верующей, назвала сына в честь Сергия Радонежского и крестила его в Благовещенском монастыре возле Херсона.
Его детство прошло в Таганроге и Ейске. Учась в таганрогской школе № 4, начал посещать театральный кружок. В 1937 году впервые вышел на сцену Таганрогского драматического театра.
В том же году семья переехала в Ейск, где Бондарчук окончил среднюю школу № 2. С 1937 по 1938 год он также выступал в Ейском драматическом театре.
В 1938—1941 годах учился в Ростовском театральном училище, затем до 1942 года служил актёром Театра Красной армии в Грозном.
Был участником Великой Отечественной войны, служил в Красной армии с 1942 по 1946 год.
Бондарчук участвовал в начальном этапе битвы за Кавказ (25.06 — 01.08.1942), затем был переформирован в состав Донского фронта. С 19 октября по 8 декабря 1942 года в малой излучине Дона сражался за Сталинград, принял участие в операции «Уран».

### Карьера
В 1948 году Бондарчук окончил актёрский факультет ВГИКа в Москве, мастерская Сергея Герасимова и Тамары Макаровой. В том же году в числе прочих учеников Герасимова дебютировал в фильме «Молодая гвардия», исполнив роль коммуниста-подпольщика Валько. Во время съёмок женился на исполнительнице одной из главных ролей Инне Макаровой. С 1948 года работал в Театре-студии киноактёра.
Большой успех актёру принесла главная роль в картине «Тарас Шевченко» (1951). Фильм очень понравился Иосифу Сталину, и в мае 1952 года в возрасте 31 года Бондарчук стал народным артистом СССР, минуя почётное звание народного артиста РСФСР.
В 1955 году вместе с Ириной Скобцевой снялся в главных ролях в фильме «Отелло». В 1959 году они поженились. Супруги прожили вместе 35 лет, неоднократно снимаясь вместе.
В 1959 году Бондарчук дебютировал как кинорежиссёр с фильмом «Судьба человека» по рассказу Михаила Шолохова, где также исполнил главную роль Андрея Соколова. Впоследствии он ещё два раза обращался к Шолохову, поставив «Они сражались за Родину» (1975) и «Тихий Дон» (1992). В 1965—1967 годах экранизировал «Войну и мир». Картину отличали грандиозные батальные сцены с многотысячной массовкой, она с успехом прошла по многим кинотеатрам мира и в 1969 году стала лауреатом премии «Оскар» в номинации «Лучший фильм на иностранном языке».

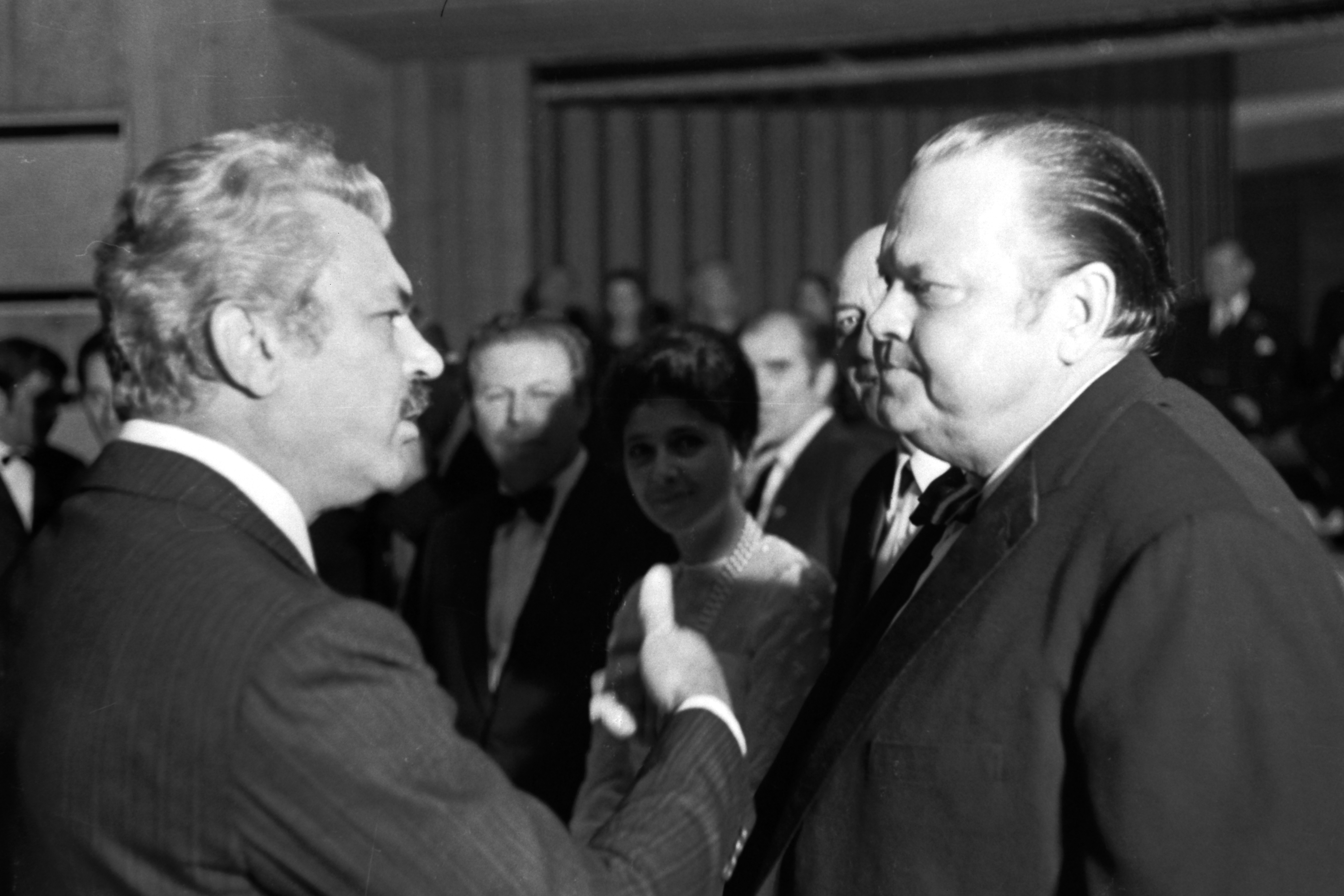
Сергей Бондарчук (слева) и Орсон Уэллс (справа) на премьере фильма «Битва на Неретве» в Сараеве, ноябрь 1969 года

Бондарчук был одним из немногих режиссёров, которым было разрешено снимать и сниматься в дальнем зарубежье. Так, он сыграл в фильмах «В Риме была ночь» (1960) Роберто Росселлини и «Битва на Неретве» (1969) Велько Булайича. После успеха «Войны и мира» итальянский продюсер Дино Де Лаурентис пригласил Бондарчука принять участие в качестве режиссёра в другой исторической постановке по мотивам наполеоновских войн — «Ватерлоо» (1970), которую также отличали масштабность и эпичность сцен.
Покровительствовал Анне Тимирёвой — бывшей политзаключённой и возлюбленной адмирала Колчака, добивался разрешения на её участие в съёмках ряда кинематографических лент, в том числе сериале «Война и мир» 1966 года.
С 1970 года вёл курс во ВГИКе вместе с Ириной Скобцевой. В 1970—1988 годах являлся заведующим кафедрой актёрского мастерства, а с 1974 года — профессором и руководителем режиссёрской и актёрской мастерских.
С 1972 по 1994 год — художественный руководитель студии «Время».
В 1986 году в Большом театре поставил оперу «Мазепа».
Член КПСС с 1970 года. Депутат Верховного Совета РСФСР (1963—1990).
В 1971 году был избран секретарём правления Союза кинематографистов СССР. В 1986 году в ходе скандального V съезда кинематографистов СССР был забаллотирован на выборах секретариата и покинул руководство СК наряду с другими крупными фигурами советского кинематографа. С того момента начал терять авторитет и влияние, испытывая постоянные нападки за официозный подход и кумовство.
Бондарчук ещё с 1960-х годов вынашивал идею экранизации «Тихого Дона», но взяться за проект решил только к концу 1980-х годов, когда одного его имени уже было недостаточно для его запуска. В 1990 году он всё-таки подписал контракт на съёмки совместного советско-английского фильма при участии итальянских продюсеров. Работа над «Тихим Доном» продолжилась и после распада Советского Союза, однако закончилась скандалом. Итальянская сторона сообщила, что бюджет картины исчерпан, и окончательный монтаж фильма осуществить не удалось. История постановки завершилась только в 2006 году, через много лет после смерти режиссёра, когда монтаж кинокартины был завершён его сыном Фёдором Бондарчуком.

### Болезнь и смерть

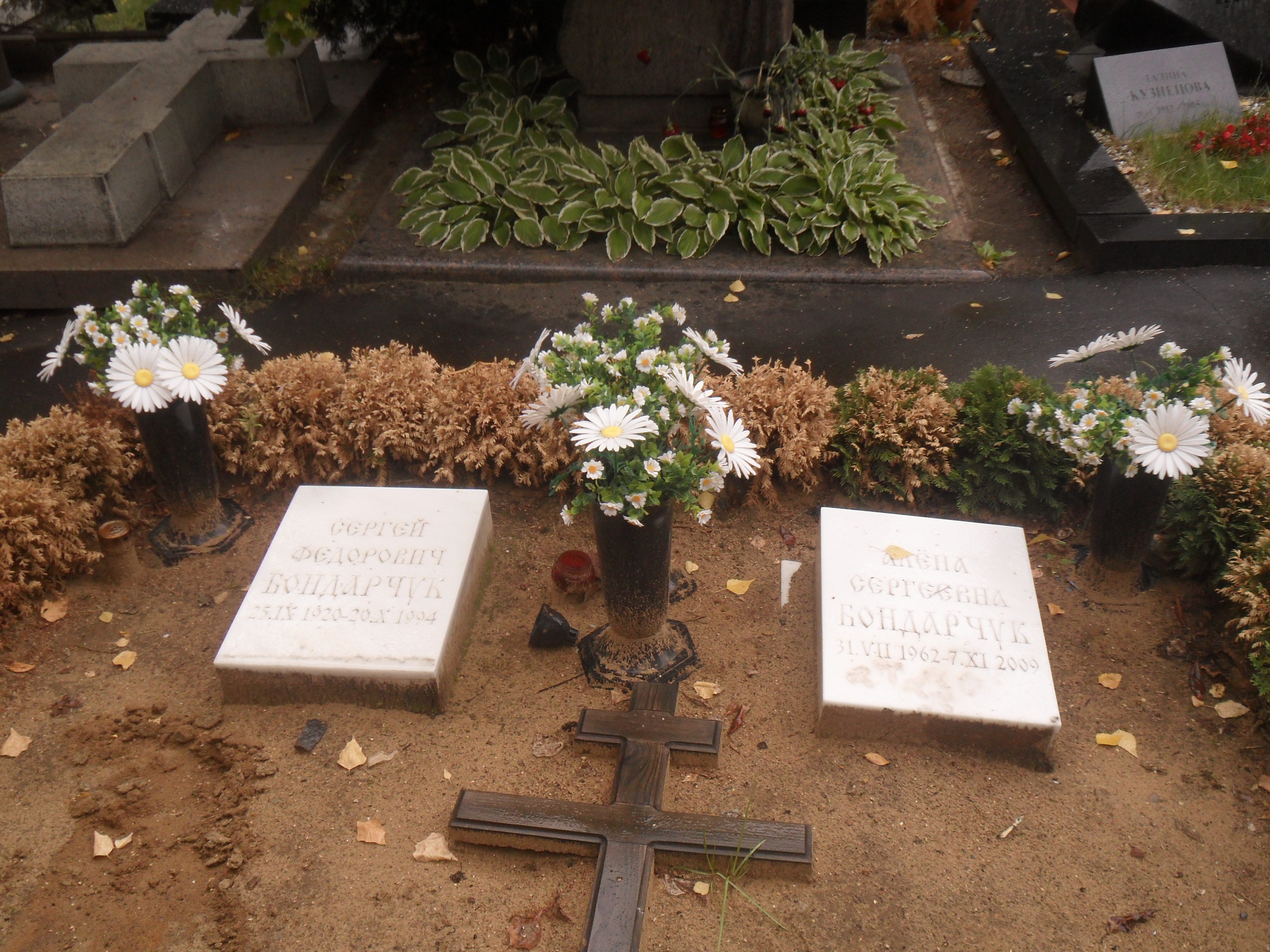
Могила Сергея Бондарчука и актрисы Алёны Бондарчук на Новодевичьем кладбище Москвы

В последние годы жизни болел раком лёгкого. Скончался 20 октября 1994 года в возрасте 74 лет в Москве от инфаркта миокарда. Похоронен на Новодевичьем кладбище.

## Семья
- Первая жена[13] — Евгения Семёновна Белоусова, работала в Доме культуры вертолётного завода в Ростове-на-Дону.
  - Сын — Алексей Сергеевич Бондарчук (1947—2021)[источник не указан 898 дней], математик.
- Вторая жена (в браке с 1947[14] по 1958[источник не указан 805 дней] год) — Инна Макарова (1926—2020[15]), киноактриса, Народная артистка СССР (1985).
  - Дочь — Наталья Бондарчук (род. 1950), актриса и кинорежиссёр. Заслуженная артистка РСФСР (1977), Заслуженный деятель искусств РФ (2009).
    - Внук — Иван Бурляев (род. 1976), композитор, актёр.
    - Внучка — Мария Бурляева (род. 1987), актриса.[источник не указан 748 дней]
- Третья жена (с 1959) — Ирина Скобцева (1927—2020), киноактриса. Народная артистка РСФСР (1974).
  - Дочь — Алёна Бондарчук (1962—2009), актриса.
    - Внук — Константин Крюков (род. 1985), актёр.

  - Сын — Фёдор Бондарчук (род. 1967), актёр, кинорежиссёр, продюсер.

В фильме «Борис Годунов» семья Сергея Бондарчука (третий брак) снялась в полном составе: Сергей Бондарчук (Годунов), Ирина Скобцева (хозяйка корчмы), Фёдор Бондарчук (царевич Фёдор Годунов), Алёна Бондарчук (царевна Ксения).

## Фильмография

### Актёрские работы
1. 1948 — Молодая гвардия — Андрей Андреевич Валько
2. 1948 — Мичурин — Уралец, селекционер (в титрах не указан)
3. 1948 — Путь славы — секретарь горкома
4. 1950 — Кавалер Золотой Звезды — Сергей Тимофеевич Тутаринов
5. 1951 — Тарас Шевченко — Тарас Шевченко
6. 1953 — Адмирал Ушаков — Тихон Прокофьев
7. 1953 — Корабли штурмуют бастионы — Тихон Прокофьев
8. 1954 — Об этом забывать нельзя — Александр Яковлевич Гармаш, писатель (прототип — Ярослав Галан)
9. 1955 — Неоконченная повесть — Юрий Сергеевич Ершов, главный конструктор Балтийского завода
10. 1955 — Отелло — Отелло
11. 1955 — Попрыгунья — Осип Степанович Дымов, доктор
12. 1956 — Иван Франко — Иван Франко
13. 1957 — Двое из одного квартала — Азис
14. 1957 — Страницы рассказа (короткометражный) — Андрей Соколов
15. 1958 — Шли солдаты — Матвей Крылов
16. 1959 — Судьба человека — Андрей Соколов
17. 1960 — Серёжа — директор совхоза «Ясный берег» Дмитрий Корнеевич Коростелёв, отчим Серёжи
18. 1960 — В Риме была ночь / Era Notte A Roma (Италия) — Фёдор Александрович Назуков, советский сержант
19. 1960 — Поднятая целина (фильм-спектакль)
20. 1967 — Война и мир — Пьер Безухов
21. 1969 — Битва на Неретве / La Battaglia della Neretva (Югославия, Италия, ФРГ) — Мартин
22. 1970 — Дядя Ваня — Михаил Львович Астров, доктор
23. 1973 — Молчание доктора Ивенса — Мартин Ивенс
24. 1974 — Такие высокие горы — Иван Николаевич Степанов, школьный учитель
25. 1974 — Выбор цели — Игорь Курчатов
26. 1975 — Они сражались за Родину — рядовой Иван Звягинцев, бывший комбайнёр
27. 1976 — Вершины Зелёной горы / Vrhovi Zelengore (Югославия) — профессор
28. 1977 — Эрнст Шнеллер / Ernst Schneller (ГДР) — генерал
29. 1977 — Степь — Емельян
30. 1978 — Бархатный сезон — мистер Ричард Бредвери
31. 1978 — Отец Сергий — Степан Касатский / отец Сергий
32. 1980 — Овод — кардинал Лоренцо Монтанелли, настоящий отец Артура
33. 1983 — Карастояновы / Семейство Карастоянови (СССР, Болгария)
34. 1986 — Борис Годунов — Борис Годунов
35. 1987 — Случай в аэропорту — Токаренко, генерал-майор милиции
36. 1990 — Битва трёх королей — Селим II, султан Турции
37. 1992 — Гроза над Русью — боярин Дружина Морозов
38. 2006 — Тихий Дон (Великобритания, Италия, Россия) — Краснов, войсковой атаман

Сергей Бондарчук в роли Пьера Безухова (кадр из фильма «Война и мир», 1967)

### Режиссёрские работы
- 1959 — Судьба человека
- 1965 — 1966 — Война и мир
- 1970 — Ватерлоо (Италия, СССР)
- 1975 — Они сражались за Родину
- 1977 — Степь
- 1981 — Красные колокола. Фильм 1. Мексика в огне (СССР, Италия, Мексика)
- 1982 — Красные колокола. Фильм 2. Я видел рождение нового мира (СССР, Италия, Мексика)
- 1986 — Борис Годунов (СССР, Чехословакия, ФРГ, Польша)
- 1992 — Тихий Дон (Великобритания, Италия, Россия)

### Сценарии
- 1965 — 1967 — Война и мир (совм. с В. И. Соловьёвым)
- 1970 — Ватерлоо (совм. с В. Боничелли)
- 1973 — Пятое наступление (Югославия) (совместно с Б. Щепановичем)
- 1975 — Они сражались за Родину
- 1977 — Степь
- 1981 — Красные колокола. Фильм 1. Мексика в огне (совм. с В. И. Ежовым, А. Сагуэрой)
- 1982 — Красные колокола. Фильм 2. Я видел рождение нового мира (совм. с В. И. Ежовым, А. Сагуэрой)
- 1986 — Борис Годунов
- 1992 — Тихий Дон (Великобритания, Италия, Россия) (совм. с Н. Бадалукко, Р. Балчусом)

### Озвучивание
1. 1951 — Их было пятеро (Франция) — роль М. Джордана
2. 1954 — Эрнст Тельман — сын своего класса (ГДР) — Эрнст Тельман, роль Г. Зимона
3. 1955 — Сын — закадровый текст
4. 1956 — Честь семьи — Байрам, роль А. Карлиева
5. 1957 — Саша вступает в жизнь — текст от автора
6. 1957 — Страницы рассказа (короткометражный) — читает текст
7. 1958 — Поэма о море — текст от автора
8. 1959 — Весенний ветер над Веной — закадровый текст
9. 1960 — Повесть пламенных лет — читает текст
10. 1962 — Путь к причалу — читает текст
11. 1968 — Журавушка — Пётр Лунин, читает за кадром письмо Марфе, роль Б. Хмельницкого
12. 1969 — Золотые ворота — читает тексты А. П. Довженко
13. 1970 — Ватерлоо — все персонажи (закадровый перевод киностудии «Мосфильм»)
14. 1975 — Горянка — закадровый текст, читает стихи Р. Г. Гамзатова
15. 1975 — Пошехонская старина (киноальманах) — авторский голос
16. 1979 — Да здравствует Мексика! (документальный по материалам съёмок 1929—1931 годов) — рассказчик
17. 1979 — Взлёт — закадровый текст
18. 1985 — Детство Бемби — рассказчик
19. 1989 — Султан Бейбарс — Бейбарс-султан, роль Н. С. Жантурина

### Участие в фильмах
1. 1958 — Звёзды встречаются в Москве
2. 1967 — На съёмках фильма «Война и мир» (документальный)
3. 1970 — 42-я церемония вручения кинопремии «Оскар» (США)
4. 1979 — ВГИК: Педагоги и студенты говорят о профессии (документальный)
5. 1979 — Профессия — киноактёр (документальный)
6. 1984 — Тарас Шевченко (документальный)
7. 1985 — Алов (документальный)
8. 1988 — Жил человек… Василий Макарович Шукшин (документальный)

### Архивные кадры
1. 1997 — Георгий Бурков (из цикла телепрограмм канала «ОРТ» «Чтобы помнили») (документальный)
2. 2007 — Моя правда (документальный)
3. 2009 — Вадим Юсов (из документального цикла «Острова»)

## Награды
Государственные награды СССР:
Почётные звания и премии:
- Герой Социалистического Труда (24.09.1980)
- Заслуженный артист РСФСР (27.08.1951)[16]
- Сталинская премия первой степени (1952) — за исполнение главной роли в фильме «Тарас Шевченко» (1951) и роли Сергея Тутаринова в фильме «Кавалер Золотой Звезды» (1950)
- Народный артист СССР (17.05.1952)
- Ленинская премия (1960) — за фильм «Судьба человека» (1959)
- Государственная премия РСФСР имени братьев Васильевых (1977) — за фильм «Они сражались за Родину» (1975)
- Государственная премия Украинской ССР имени Т. Г. Шевченко (1982) — за исполнение роли кардинала Монтанелли в фильме «Овод» (1980)
- Государственная премия СССР (1984) — за фильм «Красные колокола» (1982)

Ордена и медали:
- Два ордена Ленина (04.11.1967; 24.09.1980)
- Орден Трудового Красного Знамени (26.09.1970)
- Орден Октябрьской Революции (12.04.1974)
- Орден Отечественной войны II степени (11.03.1985)
- Орден Дружбы народов (22.08.1986)
- Медаль «За оборону Кавказа» (1944)
- Медаль «За победу над Германией в Великой Отечественной войне 1941—1945 гг.» (1946)
- Медаль «За доблестный труд. В ознаменование 100-летия со дня рождения Владимира Ильича Ленина»
- Медаль «Двадцать лет Победы в Великой Отечественной войне 1941—1945 гг.»
- Медаль «Тридцать лет Победы в Великой Отечественной войне 1941—1945 гг.»
- Медаль «Сорок лет Победы в Великой Отечественной войне 1941—1945 гг.»
- Медаль «Ветеран труда»
- Медаль «50 лет Вооружённых Сил СССР»
- Медаль «60 лет Вооружённых Сил СССР»
- Медаль «70 лет Вооружённых Сил СССР»

Другие награды, премии, поощрения и общественное признание:
- Заслуженный деятель культуры ЧССР
- Орден Почётного легиона (1967, Франция)[17]

Призы фестивалей:
- МКФ в Карловых Варах (1952, премия актёру, фильм «Тарас Шевченко»)
- Премия «Давид ди Донателло» за лучший фильм (1971, Академия кинематографии Италии) — за фильм «Ватерлоо»
- МКФ в Карловых Варах (1976, приз, фильм «Они сражались за Родину»)
- XII ВКФ в Ашхабаде (1979, приз за лучшую мужскую роль, фильм «Отец Сергий»)

Призы за фильм «Судьба человека»:
- МКФ в Локарно (1959, главный приз)
- МКФ в Москве (1959, большой приз)
- МКФ трудящихся в ЧССР (1959, Особый главный приз)
- МКФ в Карловых Варах (1970, специальный приз)
- МКФ в Джорджтауне (1976, почётный диплом)

Призы за фильм «Война и мир»:
- 1965 — Большой приз фильму на IV Московском МКФ в 1965 году
- 1966 — VII конгресс МАНК в Праге (ЧССР): почётный приз за сложные движения камеры
- 1966 — V Международный технический конкурс фильмов в рамках VII Конгресса УНИАТЕК в Праге: почётный диплом
- 1969 — Премия «Оскар» за лучший фильм на иностранном языке (Академия кинематографических искусств и наук, США)
- МКФ в Акапулько (1965, Гран-при «Золотая головка Паленке»)
- МКФ в Венеции (1965, почётный диплом)
- Конкурс Японской ассоциации любителей кино «Роэй» (1966, «Жемчужный приз» за лучший фильм года)

Призы за фильм «Красные колокола»:
- МКФ в Карловых Варах (1982, Приз «Хрустальный глобус», фильм «Красные колокола. Ф. 1-й: Мексика в огне»)
- МКФ в Ташкенте (1982, Приз Союза журналистов СССР, фильм «Красные колокола. Ф. 1-й: Мексика в огне»)
- МКФ в Ташкенте (1982, Приз Союза журналистов СССР, фильм «Красные колокола. Ф. 2-й: Я видел рождение нового мира»)
- XVI ВКФ в Ленинграде (1983, Приз оргкомитета, фильм «Красные колокола. Ф. 1-й: Мексика в огне»)
- XVI ВКФ в Ленинграде (1983, Приз оргкомитета, фильм «Красные колокола. Ф. 2-й: Я видел рождение нового мира»)

Почётные призы:
- МКФ славянских и православных народов «Золотой Витязь» (1992, приз «За выдающийся вклад в славянский кинематограф»)
- Почётный диплом за вклад в киноискусство (1995, посмертно, Московский международный кинофестиваль)

## Память

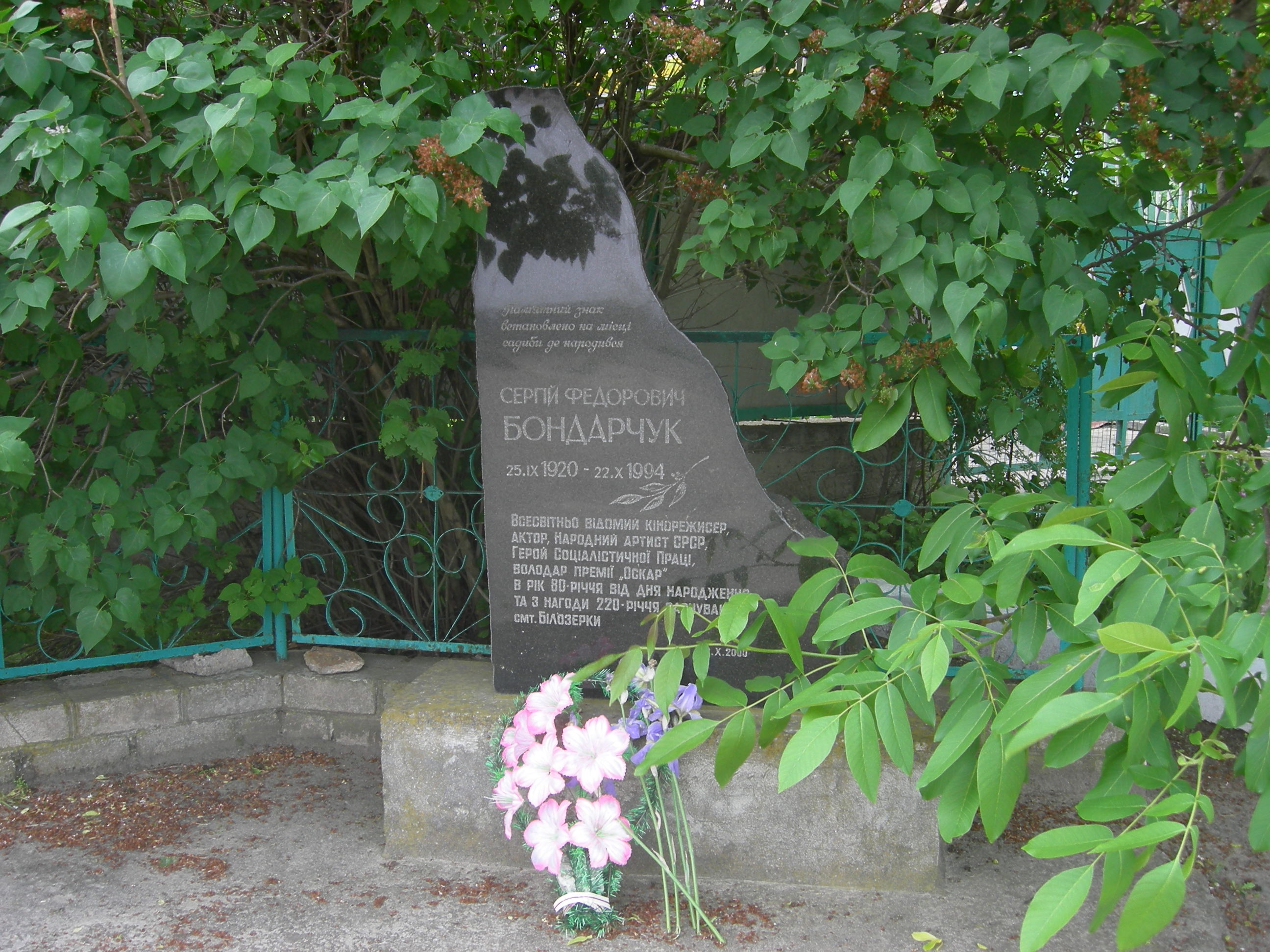
Памятный камень в Белозёрке — родном селе Бондарчука

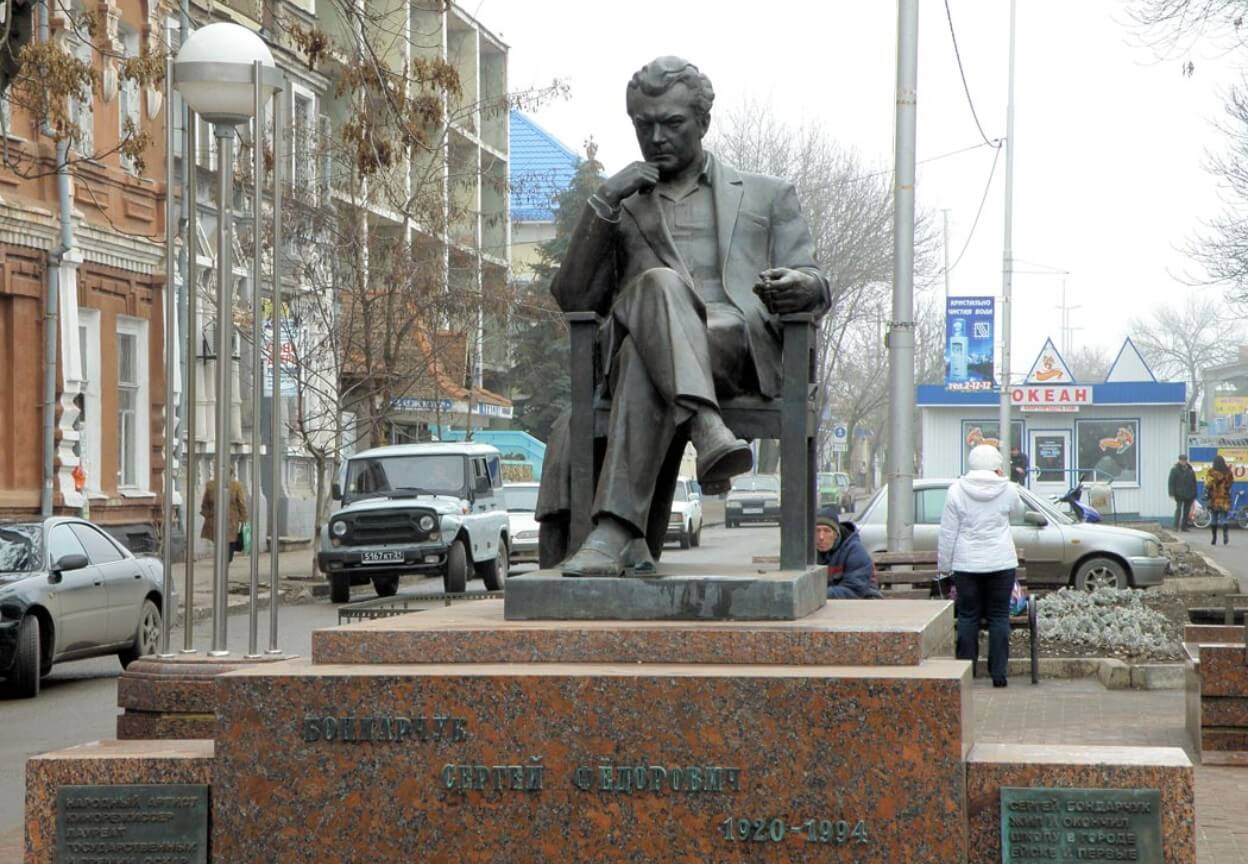
Памятник Сергею Бондарчуку в городе Ейск

- Памятник Сергею Бондарчуку в городе ЕйскВ Волоколамске в 2004—2022 годах ежегодно проводился Международный фестиваль военно-патриотического фильма «Волоколамский рубеж» имени Сергея Бондарчука.
- 16 июня 2007 года в Ейске был открыт бронзовый памятник Сергею Бондарчуку (автор — Инна Макарова, Москва). Памятник установлен в самом центре города. 25 сентября 2010 года в день 90-летия со дня рождения режиссёра на здании ГДК в Ейске была открыта мемориальная доска.
- 25 сентября 2007 года, в день рождения Бондарчука, на стене старейшего киевского кинотеатра «Жовтень» была торжественно открыта мемориальная доска в его честь. Планировалось назвать именем режиссёра площадь, на которой находится кинотеатр[18][19].
- В декабре 2012 года открыт памятник Сергею Бондарчуку на киностудии «Мосфильм»[20], перенесённый с могилы на Новодевичьем кладбище.
- Образ Сергея Бондарчука как знакового советского режиссёра появился в ряде художественных картин последних лет. Его воплотили Фёдор Бондарчук («Адмиралъ», 2008), Сергей Бондарчук (младший) («Оттепель», 2013) и Алексей Шейнин («Кураж», 2014).
- Памятный камень был установлен на родине актёра в селе Белозёрка Херсонской области.
- Решением Курганской городской Думы от 26 мая 2016 года одной из новых улиц микрорайона Левашово присвоено имя актёра[21].

Творчеству и памяти Сергея Бондарчука посвящены документальные фильмы и телепередачи:
- Сергей Бондарчук (документальный, 2000)
- Сергей Бондарчук (из цикла передач телеканала «ДТВ» «Как уходили кумиры») (2005)
- «Сергей Бондарчук. „И вечностью наполнен миг…“»
- «Сергей Бондарчук. »Мой серебряный шар"" («Культура», 2006)[22]
- "Сергей Бондарчук. «Легенды мирового кино» («Культура», 2010)[23]
- «Сергей Бондарчук. „Смысл жизни — сама жизнь“» («Первый канал», 2010)[24]
- «Скобцева — Бондарчук. Одна судьба» («ТВ Центр», 2012)[25]
- «Сергей Бондарчук. „Последний день“» («Звезда», 2016)[26]
- «Сергей Бондарчук. „Раскрывая мистические тайны“» («Москва 24», 2019)[27]
- «Сергей Бондарчук. „Звёзды советского экрана“» («Москва 24», 2019)[28]
- «Сергей Бондарчук. „Легенды кино“» («Звезда», 2020)[29]
- «Сергей Бондарчук. „Раскрывая тайны звёзд“» («Москва 24», 2020)[30]
- «Миры и войны Сергея Бондарчука» («Первый канал», 2020)[31][32]
- «Творческие поиски Сергея Бондарчука» («Мир», 2020)[33]
- «Сергей Бондарчук. „Триумф и зависть“» («ТВ Центр», 2020)[34]
- «Бондарчук. „Battle“» (2021)